# Pandemia de COVID-19 en Rhode Island
Los primeros casos de la pandemia de enfermedad por coronavirus en Rhode Island, estado de los Estados Unidos, inició el 1 de marzo de 2020. Hay 11.450 casos confirmados y 430 fallecidos. En esa misma línea 276 hospitalizados, 73 pacientes críticos y 52 internados en unidades de cuidados intensivos (UCI) de centros médicos del estado.

## Cronología

### Marzo
1 de marzo: Se identificaron los dos primeros casos positivos confirmados de coronavirus en Rhode Island. Ambos pacientes fueron conectados a un viaje escolar de febrero de la Academia St. Raphael a Italia.
11 de marzo: La Universidad de Rhode Island canceló todas las clases en persona hasta el 3 de abril, y las clases se reanudaron en línea el 23 de marzo.
28 de marzo: Rhode Island informa sus dos primeras muertes por el coronavirus: un individuo de 80 años que murió el 27 de marzo y otro individuo de 70 años que murió el 28 de marzo, ambos con afecciones médicas subyacentes. La gobernadora Gina Raimondo promulga una orden de «quedarse en casa» para todos los isleños de Rhode que no viajan para comprar alimentos, artículos para el hogar, medicamentos o gasolina, o que van a dar una caminata recreativa en solitario.

### Abril
18 de abril: La Universidad de Harvard informa que Rhode Island es el único estado en el país que realiza suficientes pruebas de coronavirus por población, 185 pruebas por cada 100,000 habitantes, por encima de las recomendadas por Harvard, 152 por cada 100,000 habitantes, para reabrir su economía.
26 de abril: Los nuevos casos positivos de coronavirus en Rhode Island disminuyen a sus números diarios más bajos desde el 18 de abril, con 310 casos nuevos el 26 de abril.

### Mayo
6 de mayo: Rhode Island supera los 10,000 casos confirmados de coronavirus; A partir del 6 de mayo, hay 10,205 casos y 370 muertes en el estado atribuidas al coronavirus. Entra en vigor una orden ejecutiva estatal que exige que todos los residentes de Rhode Island se cubran la cara en lugares públicos.
8 de mayo: La orden estatal de quedarse en casa expira.